# Экспоненциальное отображение

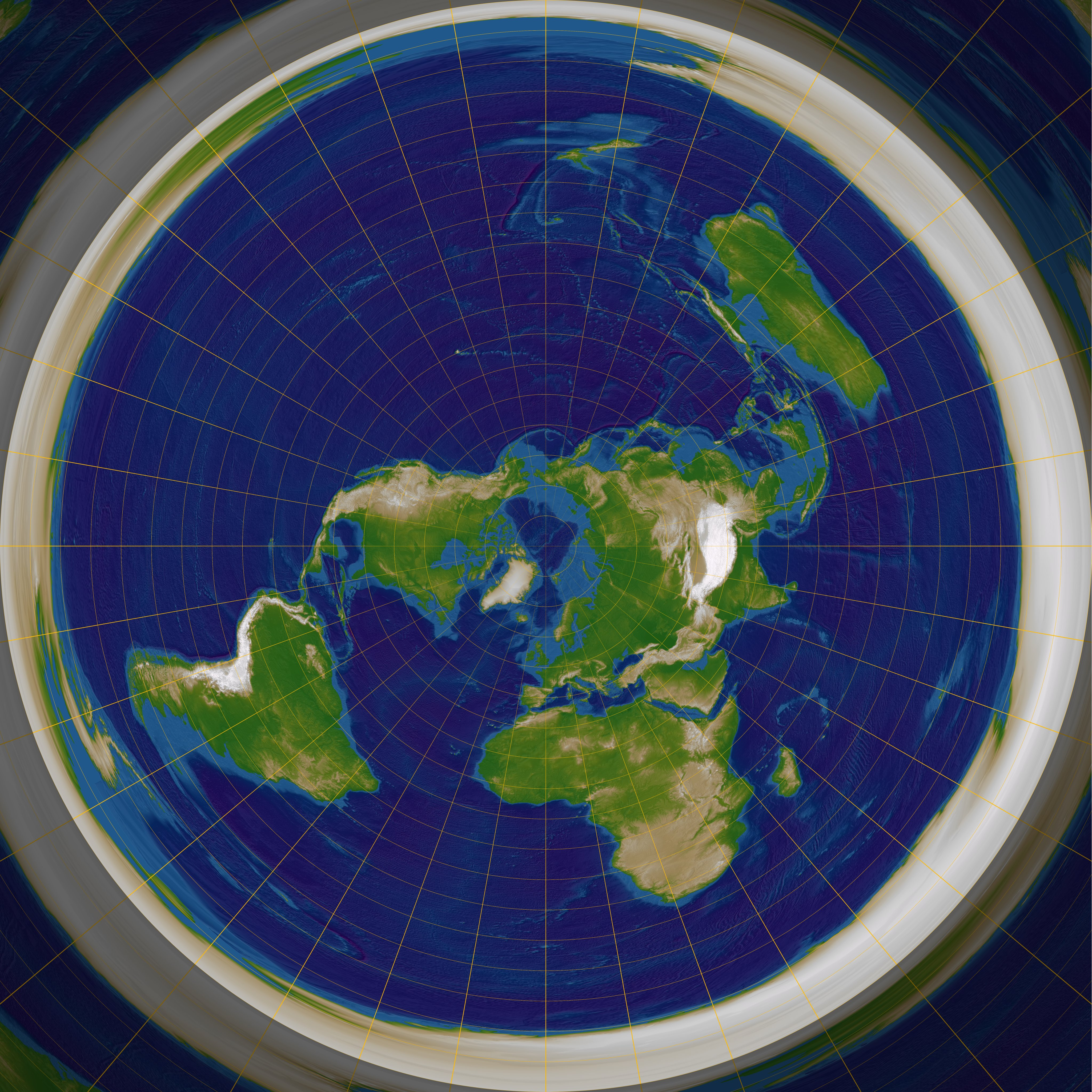
Прообраз поверхности Земли при экспоненциальном отображении к северному плюсу.

Экспоненциальное отображение — обобщение экспоненциальной функции в римановой геометрии.
Для риманова многообразия {\displaystyle (M,g)} экспоненциальное отображение действует из касательного расслоения {\displaystyle TM} в само многообразие {\displaystyle M}.
Экспоненциальное отображение обычно обозначается {\displaystyle \exp \colon TM\to M},
а его сужение на касательное пространство {\displaystyle T_{p}M} в точке {\displaystyle p\in M} обозначается {\displaystyle \exp _{p}\colon T_{p}M\to M}
и называется экспоненциальным отображением в точке {\displaystyle p}.

## Определение
Пусть {\displaystyle (M,g)} — риманово многообразие и {\displaystyle p\in M}.
Для каждого вектора {\displaystyle v\in T_{p}M} существует единственная геодезическая {\displaystyle \gamma _{v}(t)}, выходящая из точки {\displaystyle p} (то есть {\displaystyle \gamma _{v}(0)=p}), такая, что {\displaystyle \gamma _{v}'(0)=v}.
Экспоненциальное отображение вектора {\displaystyle v} есть точка {\displaystyle \gamma _{v}(1)\in M}, или {\displaystyle \exp _{p}v=\gamma _{v}(1)}.

## Свойства
- {\displaystyle \exp _{p}(0)=p}.

- Для каждой точки {\displaystyle p\in M} существует такое число {\displaystyle \varepsilon >0}, что экспоненциальное отображение {\displaystyle \exp _{p}} определено для всех векторов {\displaystyle v\in T_{p}M}, удовлетворяющих условию {\displaystyle |v|\leq \varepsilon }.
  - Более того, {\displaystyle \exp _{p}} является диффеоморфизмом некоторой окрестности нуля в касательном пространстве {\displaystyle T_{p}M} в некоторую окрестность точки {\displaystyle p} многообразия {\displaystyle M}. Таким образом, в некоторой окрестности точки {\displaystyle p} многообразия {\displaystyle M} определено обратное экспоненциальное отображение (называемое логарифмом и обозначаемое {\displaystyle \log _{p}}), действующее в некоторую окрестность нуля касательного пространства {\displaystyle T_{p}M}.

- В метрически полном римановом многообразии экспоненциальное отображение определено для любого касательного вектора (Теорема Хопфа — Ринова).

- Дифференциал экспоненциального отображения в любой точке {\displaystyle p} является тождественным линейным оператором. То есть
{\displaystyle (d_{p}\exp _{p})(v)=v}

для любого {\displaystyle v\in T_{p}M}. Здесь мы отождествляем пространство, касательное к {\displaystyle T_{p}M}, с ним самим.
- (Лемма Гаусса о геодезических) Для любых {\displaystyle x,v\in T_{p}}
{\displaystyle g((d_{x}\exp _{p})(v),(d_{x}\exp _{p})(x))=\langle v,x\rangle ,}

где {\displaystyle d_{x}\exp _{p}\colon T_{p}=T_{x}T_{p}\to T_{\exp _{p}x}} обозначает дифференциал экспоненциального отображения.
- Для групп Ли с биинвариантной метрикой экспоненциальное отображение совпадает с обычной теоретико-групповой экспонентой[англ.].